# Звіринецькі печери

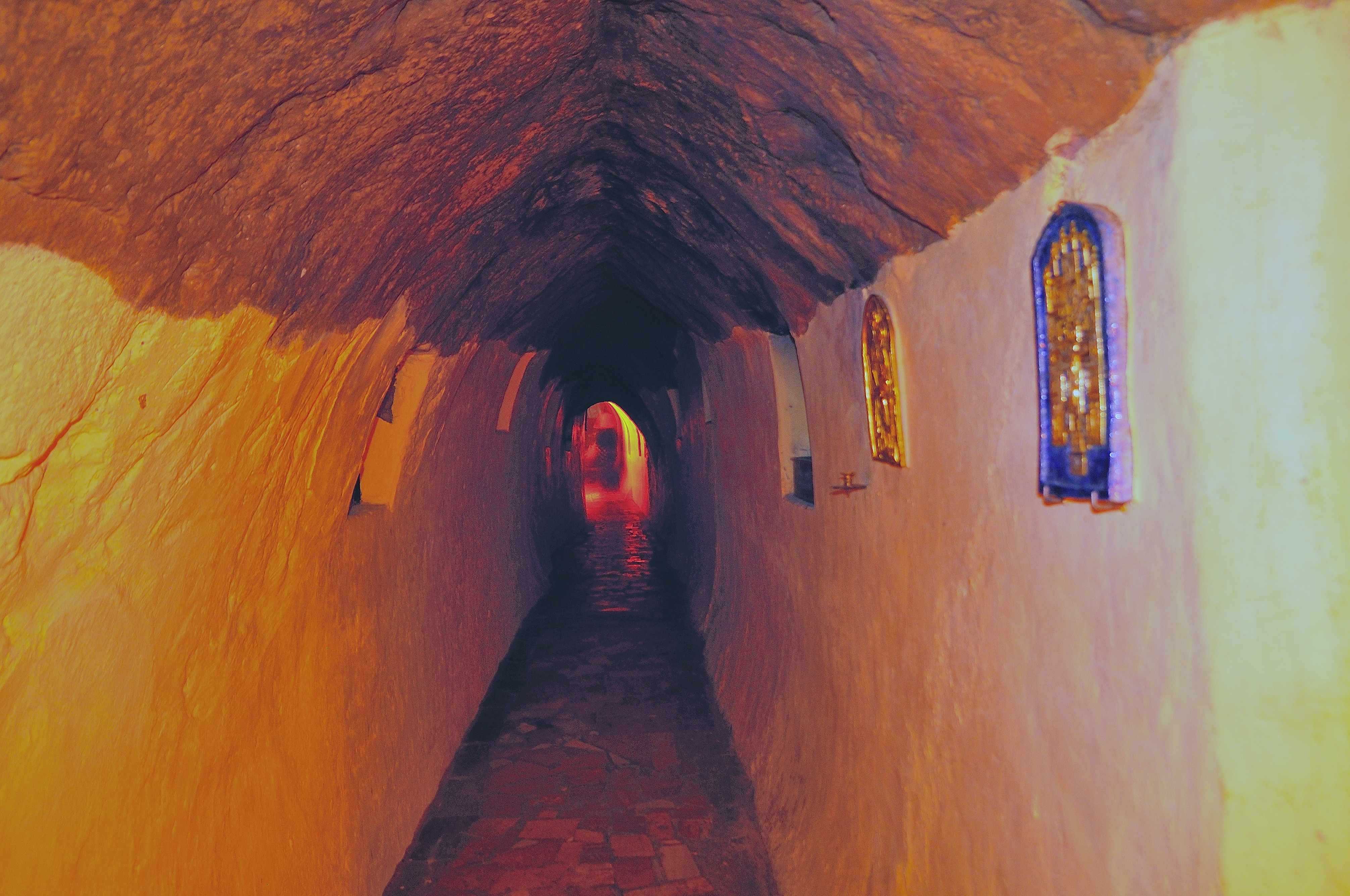
Звіринецькі печери

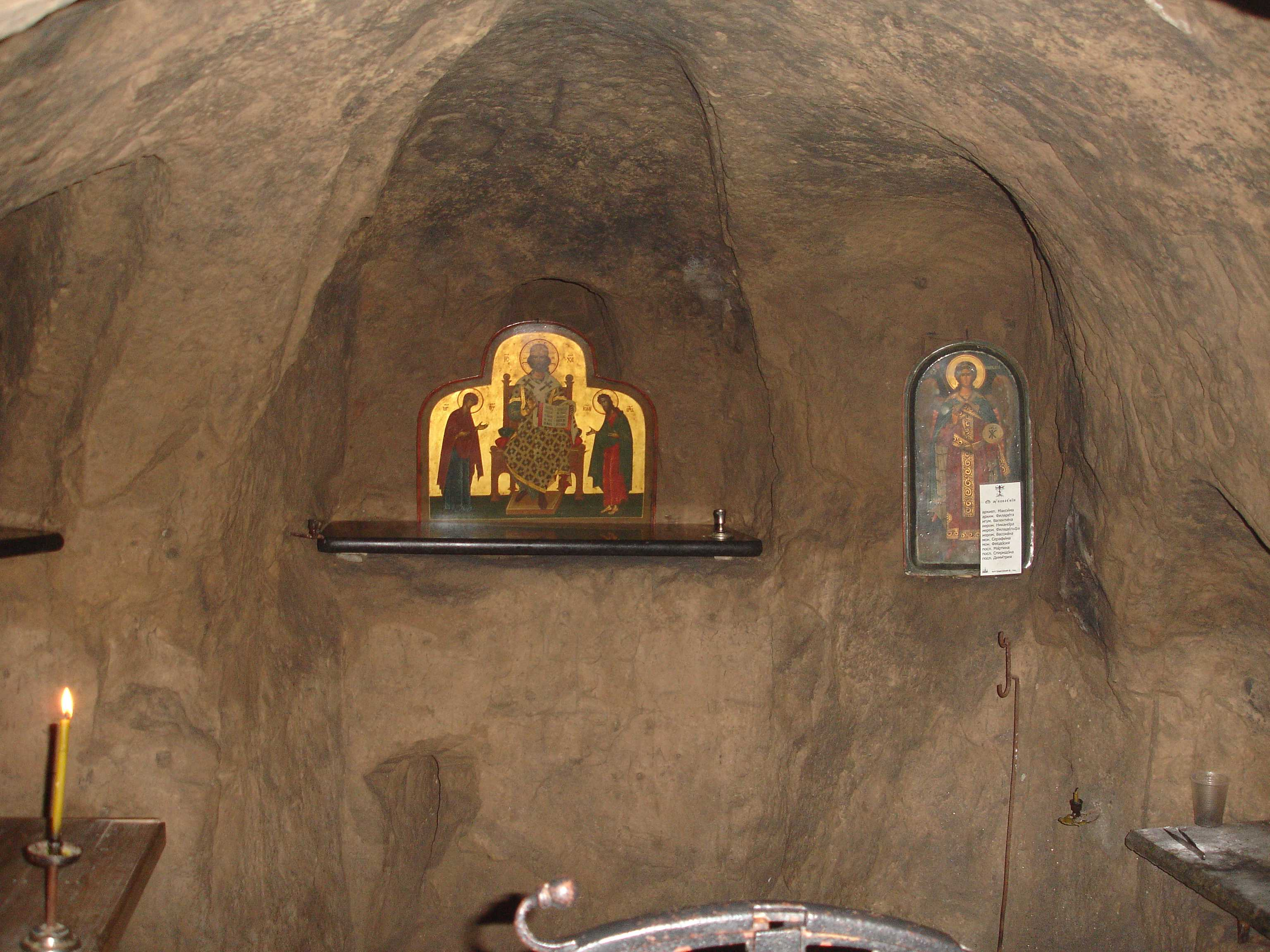
Підземний храм у печерах

Звіринецькі печери — печери у Києві, в історичній місцевості Звіринець, місце розташування Звіринецького печерного монастиря. Звіринецькі печери є пам'яткою археології національного значення.

## Історія
Печери монастиря було знайдено навесні 1882 або 1883 року після ґрунтового зсуву, але вхід, що відкрився, було зарито. В 1911 році внаслідок сильного ґрунтового зрушення мимоволі відкрилися входи ще до двох печерних галерей. Розкопки розпочалися тільки у серпні 1912 року. За декілька подальших років було розкопано більше 200 чернечих поховань. Одним із відомих дослідників був Каманін Іван Михайлович. 1913 року монастир був частково відновлений й освячений як монастир Різдва Богородиці скиту Києво-Печерської Лаври на Звіринецьких печерах. Повномасштабні розкопки були проведені в 1980-і роки музеєм «Київ підземний». Після радянського періоду запустіння, зусиллями музею історії Києва та братією Свято-Троїцького Іонинського монастиря Звіринецькі печери були знову розчищені. З 1997 року відроджений скит Різдва Богородиці на Звіринецьких печерах. 2009 року на базі Звіринецького скиту засновано Архангело-Михайлівський монастир.
Археологи й історики вважають, що печерний комплекс на Звіринці виник у XI столітті. За історичними відомостями, в Звіринецьких печерах жили візантійські місіонери. За однією з версій в печерах скиту могла зберігатися легендарна «Бібліотека Ярослава Мудрого».